# Comitato d'azione per la democrazia europea

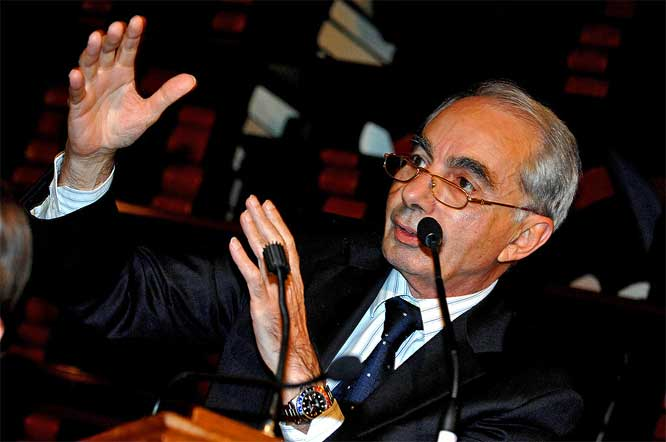
L'ex Presidente del Consiglio italiano Giuliano Amato è stato il coordinatore del Comitato.

Il Comitato d'azione per la democrazia europea, detto Gruppo Amato dal nome del coordinatore, (inglese: Action Committee for European Democracy, ACED) è stato un gruppo di "saggi", uomini politici europei d'alto livello, che ha lavorato informalmente alla riscrittura della Costituzione europea dopo la sua bocciatura nei referendum in Francia e nei Paesi Bassi nel 2005. È stato al lavoro fra il 2006 ed il 2007.
Il gruppo è stato supportato dalla Commissione Barroso, che vi ha anche inviato due commissari come rappresentanti: Danuta Hübner (politiche regionali) e Margot Wallström (vicepresidente della Commissione). Il gruppo è stato guidato da Giuliano Amato, il quale fu in precedenza Vicepresidente della Convenzione Europea.

## Membri
Il Comitato è stato composto da 16 membri provenienti da 14 diversi stati dell'Unione europea, inclusi due commissari europei in carica.
| Membro                       | Stato       | Incarichi | Incarichi |
| ---------------------------- | ----------- | --- | --- |
| Giuliano Amato, coordinatore | Italia      | Ministro dell'Interno italiano in carica, già Presidente del Consiglio e già Vicepresidente della Convenzione europea | Ministro dell'Interno italiano in carica, già Presidente del Consiglio e già Vicepresidente della Convenzione europea |
| Michel Barnier               | Francia     | già Ministro degli Esteri francese e già commissario europeo                                                          | già Ministro degli Esteri francese e già commissario europeo                                                          |
| Stefan Collignon (de)        | Germania    | Economista | Economista |
| Jean-Luc Dehaene             | Belgio      | già Primo ministro del Belgio e già Vicepresidente della Convenzione europea                                          | già Primo ministro del Belgio e già Vicepresidente della Convenzione europea                                          |
| Danuta Hübner                | Polonia     | Commissario europeo per la politica regionale in carica                                                               | Unione europea |
| Sandra Kalniete              | Lettonia    | già commissario europeo                                                                                               | già commissario europeo                                                                                               |
| Wim Kok                      | Paesi Bassi | già Primo ministro dei Paesi Bassi                                                                                    | già Primo ministro dei Paesi Bassi                                                                                    |
| Paavo Lipponen               | Finlandia   | già Primo ministro della Finlandia                                                                                    | già Primo ministro della Finlandia                                                                                    |
| János Martonyi               | Ungheria    | già Ministro degli Esteri ungherese                                                                                   | già Ministro degli Esteri ungherese                                                                                   |
| Inigo Mendez de Vigo         | Spagna      | deputato del Parlamento europeo                                                                                       | deputato del Parlamento europeo                                                                                       |
| Chris Patten                 | Regno Unito | Lord e già commissario europeo                                                                                        | Lord e già commissario europeo                                                                                        |
| Otto Schily                  | Germania    | già Ministro dell'Interno tedesco                                                                                     | già Ministro dell'Interno tedesco                                                                                     |
| Costas Simitis               | Grecia      | già Primo ministro della Grecia                                                                                       | già Primo ministro della Grecia                                                                                       |
| Dominique Strauss-Kahn       | Francia     | già Ministro dell'Economia francese                                                                                   | già Ministro dell'Economia francese                                                                                   |
| António Vitorino             | Portogallo  | già commissario europeo                                                                                               | già commissario europeo                                                                                               |
| Margot Wallström             | Svezia      | Vicepresidente della Commissione europea in carica                                                                    | Unione europea |

## Lavori
Il Comitato si è riunito per la prima volta a Roma il 30 settembre 2006. Il 4 giugno 2007 esso ha concluso i suoi lavori consegnando un "testo-base" in lingua francese. Questo testo ha incluso gran parte delle innovazioni della Costituzione Europea ed è stato impostato strutturalmente come una riforma dei trattati esistenti.
Il testo è stato la base informale su cui si è costruito il Trattato di Lisbona che è entrato in vigore il 1 dicembre 2009.